# Miss Universo 2021
Miss Universo 2021 è la 70ª edizione del concorso di bellezza internazionale Miss Universo.
     Miss Universo 2021
     2ª classificata
     3ª classificata
     Top 5
     Top 10
     Top 16
     17ª-80ª classificata

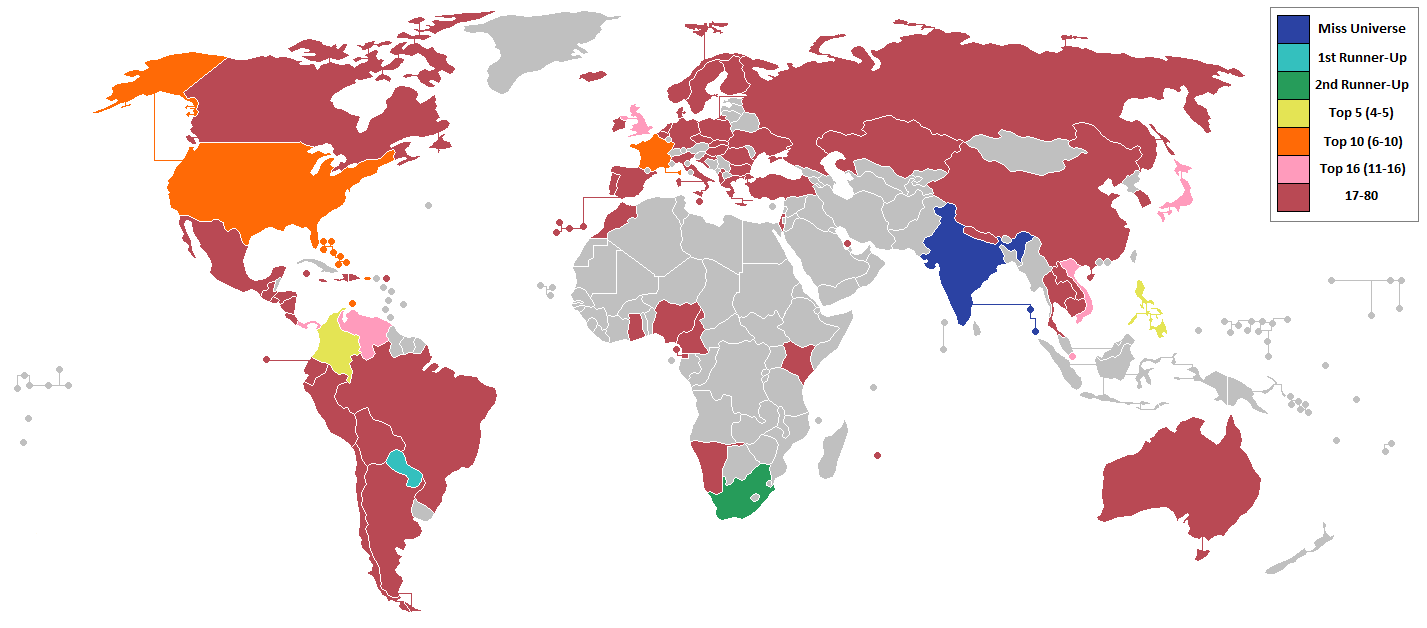
I piazzamenti finali di Miss Universo 2021:
Miss Universo 2021
2ª classificata
3ª classificata
Top 5
Top 10
Top 16
17ª-80ª classificata

Il concorso ha visto la partecipazione di 80 reginette di bellezza ed è stato vinto dall'attrice e modella indiana Harnaaz Sandhu. Per lo Stato asiatico si è trattato del primo successo in 21 anni, nonché del terzo nella sua storia dopo quelli di Sushmita Sen (1994) e Lara Dutta (2000). 

## Risultati
| Risultato finale   | Concorrenti |
| ------------------ | --- |
| Miss Universo 2021 | - India - Harnaaz Sandhu |
| 2ª classificata    | - Paraguay - Nadia Ferreira |
| 3ª classificata    | - Sudafrica - Lalela Mswane |
| Top 5              | - Colombia - Valeria Ayos - Filippine - Beatrice Gomez |
| Top 10             | - Aruba - Thessaly Zimmerman - Bahamas - Chantel O'Brian - Francia - Clemence Botino - Porto Rico - Michelle Colón - Stati Uniti - Elle Smith                             |
| Top 16             | - Giappone - Juri Watanabe - Gran Bretagna - Emma Collingridge - Panama - Brenda Smith - Singapore - Nandita Banna - Venezuela - Luiseth Materán - Vietnam - Kim Nguyễn § |

§ – Scelta attraverso un televoto online dai fan

### Ordine di Classificazione
| Top 16        | Top 10      | Top 5     | Top 3     |
| ------------- | ----------- | --------- | --------- |
| Francia       | Paraguay    | India     | Sudafrica |
| Colombia      | Porto Rico  | Sudafrica | India     |
| Singapore     | Stati Uniti | Paraguay  | Paraguay  |
| Panama        | India       | Colombia  |           |
| Porto Rico    | Sudafrica   | Filippine |           |
| Bahamas       | Bahamas     |           |           |
| Giappone      | Filippine   |           |           |
| Gran Bretagna | Francia     |           |           |
| Stati Uniti   | Colombia    |           |           |
| India         | Aruba       |           |           |
| Vietnam       |             |           |           |
| Aruba         |             |           |           |
| Paraguay      |             |           |           |
| Filippine     |             |           |           |
| Venezuela     |             |           |           |
| Sudafrica     |             |           |           |

### Premi speciali
| Special award                      | Contestant                     |
| ---------------------------------- | ------------------------------ |
| Miglior costume nazionale          | - Nigeria - Mariselle Okpala   |
| Premio per l'impatto sociale       | - Cile - Antonia Figueroa      |
| Premio per lo spirito carnevalesco | - Le Bahamas - Chantel O'Brian |

## Concorrenti
80 concorrenti competono per il titolo di Miss Universo 2021.
| Nazione/Territorio        |  | Concorrente                            | Età | Città               |
| ------------------------- |  | -------------------------------------- | --- | ------------------- |
| Albania                   |  | Ina Dajci                              | 27  | Tirana              |
| Argentina                 |  | María Julieta García Δ                 | 22  | Bahía Blanca        |
| Armenia                   |  | Nane Avetisyan                         | 24  | Erevan              |
| Aruba                     |  | Thessaly Zimmerman                     | 26  | Oranjestad          |
| Australia                 |  | Daria Varlamova                        | 26  | Melbourne           |
| Bahamas                   |  | Chantel O'Brian                        | 27  | Nassau              |
| Bahrein                   |  | Manar «Jess» Nadeem Deyani             | 25  | Riffa               |
| Belgio                    |  | Kedist Deltour                         | 23  | Nazareth            |
| Bolivia                   |  | Nahemi Uequin Antelo                   | 20  | Santa Cruz          |
| Brasile                   |  | Teresa Stela Barbosa Silva Santos      | 23  | Maranguape          |
| Bulgaria                  |  | Elena M. Danova Δ                      | 21  | Kričim              |
| Cambogia                  |  | «Rosa» Ngin Madary                     | 22  | Phnom Penh          |
| Camerun                   |  | Michèle Ange Sandra Akomo Minkata Δ    | 25  | Yaoundé             |
| Canada                    |  | Tamara Jemuovic Δ                      | 27  | Toronto             |
| Cile                      |  | Antonia Cristal Figueroa Alvarado      | 26  | Coquimbo            |
| Cina                      |  | Shi Yin Yang                           | 21  | Pechino             |
| Colombia                  |  | Valeria María Ayos Bossa               | 27  | Cartagena de Indias |
| Corea del Sud             |  | Ji-Soo Kim                             | 23  | Seul                |
| Costa Rica                |  | Valeria Rees Loría Δ                   | 28  | Heredia             |
| Croazia                   |  | Ora Antonia Ivanišević                 | 20  | Ragusa              |
| Curaçao                   |  | Shariëngela Cijntje                    | 27  | Willemstad          |
| Danimarca                 |  | Sara Langtved Δ                        | 26  | Copenaghen          |
| Ecuador                   |  | Susy Valeria Sacoto Mendoza            | 24  | Portoviejo          |
| El Salvador               |  | Alejandra María Gavidia García         | 25  | San Salvador        |
| Filippine                 |  | Beatrice Luigi Gomez                   | 26  | Cebu                |
| Finlandia                 |  | Essi Unkuri                            | 23  | Vaasa               |
| Francia                   |  | Clemence Botino Δ                      | 23  | Baie-Mahault        |
| Germania                  |  | Eloisa Jo-Hannah Seifer Δ              | 19  | Düsseldorf          |
| Giamaica                  |  | Daena Soares                           | 22  | Mona                |
| Giappone                  |  | Juri Watanabe                          | 25  | Tokyo               |
| Ghana                     |  | Sylvia Naa Morkor Commodore Δ          | 26  | Accra               |
| Gran Bretagna             |  | Emma Rose Collingridge                 | 23  | Suffolk             |
| Grecia                    |  | Sophia Arapogianni Evies Δ             | 22  | Itaca               |
| Guatemala                 |  | Dannia Sucely Guevara Morfín Δ         | 24  | Tejutla             |
| Guinea Equatoriale        |  | Martina Mituy                          | 19  | Ebebiyín            |
| Haiti                     |  | Pascale Bélony Δ                       | 28  | Cap-Haïtien         |
| Honduras                  |  | Rose Marian Meléndez López             | 27  | Limón               |
| India                     |  | Harnaaz Kaur Sandhu                    | 21  | Chandigarh          |
| Irlanda                   |  | Katharine Sara Walker Δ                | 27  | Belfast             |
| Islanda                   |  | Elísa Gróa Steinþórsdóttir             | 27  | Garðabær            |
| Isole Cayman              |  | Georgina Fleming Kerford               | 18  | George Town         |
| Isole Vergini britanniche |  | Xaria Penn                             | 18  | Tortola             |
| Israele                   |  | Noa Cochva                             | 22  | Bnei Atarot         |
| Italia                    |  | Caterina Di Fuccia                     | 23  | Marcianise          |
| Kazakistan                |  | Aziza Tokashova Δ                      | 26  | Almaty              |
| Kenya                     |  | Roshanara Ebrahim                      | 28  | Nairobi             |
| Kosovo                    |  | Tuti Sejdiu                            | 19  | Gjilan              |
| Laos                      |  | «Jenny» Tonkham Phonchanhueang         | 26  | Vientiane           |
| Malta                     |  | Jade Cini                              | 26  | La Valletta         |
| Marocco                   |  | Kawtar Benhalima                       | 22  | Marrakech           |
| Mauritius                 |  | Anne Murielle Ravina Δ                 | 26  | Rodrigues           |
| Messico                   |  | Débora Hallal Ayala Δ                  | 24  | Sinaloa             |
| Namibia                   |  | Chelsi Tashaleen Shikongo              | 23  | Walvis Bay          |
| Nepal                     |  | Sujita Basnet                          | 28  | Katmandu            |
| Nicaragua                 |  | Allison Fernanda Wassmer Salgado       | 26  | Managua             |
| Nigeria                   |  | Maristella «Mariselle» Chidiogo Okpala | 28  | Anambra             |
| Norvegia                  |  | Nora Emilie Nakken                     | 22  | Trondheim           |
| Paesi Bassi               |  | Julia Sinning                          | 24  | Amsterdam           |
| Panama                    |  | Brenda Andrea Smith Lezama             | 27  | Panama              |
| Paraguay                  |  | Nadia Tamara Ferreira Δ                | 22  | Villarrica          |
| Perù                      |  | Yely Margoth Rivera Kroll              | 27  | Arequipa            |
| Polonia                   |  | Agata Wdowiak                          | 25  | Łódź                |
| Porto Rico                |  | Michelle Marie Colón Ramírez           | 21  | Loíza               |
| Portogallo                |  | Oricia del Carmen Domínguez Dos Santos | 27  | Lisbona             |
| Repubblica Ceca           |  | Karolína Kokešová Δ                    | 25  | Praga               |
| Repubblica Dominicana     |  | Debbie Jochabed Áflalo Vargas          | 27  | Azua                |
| Romania                   |  | Carmina Elena Olimpia Coftas           | 20  | Cluj-Napoca         |
| Russia                    |  | Ralina Arabova                         | 22  | Kazan'              |
| Singapore                 |  | Nandita Banna                          | 21  | Singapore           |
| Spagna                    |  | Sárah Loinaz Marjaní                   | 23  | San Sebastián       |
| Slovacchia                |  | Veronica Ščepánková Δ                  | 26  | Lozorno             |
| Stati Uniti               |  | Ellen Elizabeth «Elle» Smith           | 23  | Louisville          |
| Sudafrica                 |  | Lalela Mswane                          | 24  | Richards Bay        |
| Svezia                    |  | Moa Sandberg                           | 25  | Stoccolma           |
| Thailandia                |  | Anchilee Scott-Kemmis                  | 22  | Chachoengsao        |
| Turchia                   |  | Cemrenaz Turhan                        | 23  | Istanbul            |
| Ucraina                   |  | Anna Neplyakh                          | 27  | Dnipro              |
| Ungheria                  |  | Jázmin Viktória Elizabeth Δ            | 20  | Budapest            |
| Venezuela                 |  | Luiseth Emiliana Materán Bolaño Δ      | 25  | Los Teques          |
| Vietnam                   |  | Nguyễn Huỳnh Kim Duyên Δ               | 25  | Cần Thơ             |

- Δ Questi concorrenti sono stati selezionati direttamente dalle loro organizzazioni nazionali per competere in Miss Universo.

### Sostituzioni
- Rafaela Plastira (Grecia) ha deciso di non partecipare a "Miss Universo" quest'anno a causa del luogo, in quanto considera non etico salire sul palco mentre ci sono combattimenti tra israeliani e palestinesi; Rafaela prevede di gareggiare nel 2022, nel frattempo l'organizzazione greca ha deciso di nominare Katerina Kouvoutsaki come rappresentante per questa edizione. Tuttavia, Katerina ha dovuto affrontare un problema medico e ancora una volta l'organizzazione ha nominato Sophia Evies per competere.
- Fatima-Zahra Khayat (Marocco) ha dovuto dimettersi per dispensa medica a causa di un incidente e della sua disabilità per rappresentare il suo Paese in condizioni ottimali.
- Andreina Martínez Founier-Rosado (Repubblica Dominicana) non potrà partecipare a questa edizione perché risultata positiva al COVID-19. È stata sostituita dalla prima classificata, Debbie Jochabed Áflalo Vargas.

## Informazioni sui paesi in Miss Universo 2021

### Ritiri
- Barbados si ritira dal concorso a causa della contingenza generata dalla pandemia di COVID-19. L'ultima volta che non ha gareggiato è stata in 2015.
- Belize si ritira dalla concorrenza internazionale a causa dell'aumento dei casi di COVID-19 nel paese e delle restrizioni di viaggio. È la seconda volta che il paese non partecipa al concorso dal 2017.
- Malaysia si ritira dalla competizione a causa delle restrizioni di viaggio legate alla pandemia di COVID-19. È la seconda volta che il paese non partecipa alla competizione dal 1963.
- Birmania,  Indonesia,  Uruguay non presenteranno una concorrente.

### Ritorni
Ultima partecipazione nel 1978:
- Marocco

Ultima partecipazione nel 2018:
- Grecia,  Guatemala,  Ungheria

Ultima partecipazione nel 2019:
- Germania,  Guinea Equatoriale,  Kenya,  Namibia,  Nigeria,  Svezia,  Turchia